# داوید مگردچیان داویدیانس
داوید مگردچیان داویدیانس (انگلیسی: David Mghrdichian Davvidians) معروف به حکیم داودخان پزشک اهل ارمنستان که در دربار قاجار فعال بود.

## زندگی‌نامه
حدوداً در سال ۱۷۸۷ میلادی (۱۱۶۶ خورشیدی) در ایالت آرارات، ارمنستان متولد گردید. برخی زادگاه او را شیراز و برخی دیگر امپراتوری عثمانی می‌دانند. بعد از تحصیلات اولیه در زادگاهش در سال ۱۸۰۵ (۱۱۸۴) جهت تحصیل پزشکی به هند رفت و در سال ۱۸۱۲ (۱۱۹۱) از کالج پزشکی کلکته فارغ‌التحصیل شد و در ارتش انگلستان استخدام گردید.
در سال شیوع بیماری وبا در هندوستان تشخیص علائم و عواقب و درمان این مرض مهلک و همه‌گیر به‌طور وسیع مطالعاتی نمود و تحقیقاتش را در رساله ای به یادگار گذاشت که بعدها در یک کنگرهٔ بین‌المللی پزشکی در پاریس به سال ۱۹۲۲ (۱۳۰۱) ارائه گردید و مورد تحسین قرار گرفت.
در سال ۱۸۲۲ یا ۱۸۲۳ دکتر داوید جهت تکمیل علم پزشکی از طریق تفلیس به انگلستان رفت و بعد از چندین سال اقامت در آن کشور و کسب اطلاعات و مهارت بیشتر در سال ۱۸۳۱ (۱۲۱۰) به ایران آمد و در تهران پزشک مخصوص فتحعلی شاه قاجار شد و به دریافت لقب خان و نشان شیر و خورشید گوهرنشان افتخار نائل گردید. پس از درگذشت فتحعلی‌شاه حکیم داودخان پزشک مخصوص محمدشاه قاجار شد.
وی در سال ۱۸۴۴ به فرمان محمدشاه برای مداوای شاهزاده داوید ملیکیانس به اصفهان رفت. منوچهرخان معتمدالدوله والی اصفهان از محمدشاه تقاضا کرد که حکیم داودخان را به ریاست پزشکان اصفهان برگزیند. شاه قاجار با تقاضای منوچهرخان موافقت کرد.
بنا به روایت مسروپ تاغیادیان حکیم داودخان به سبب مهارت در طبابت و انسان دوستی به پزشک فداکار و خدمتگزار خدا ملقب گردیده بود.
حکیم داودخان دو فرزند به نام‌های سوقومون خان (سلیمان خان) و هونان خان داشت. سلیمان‌خان در رشته مهندسی در انگلستان تحصیل کرده بود. او چند سال در مدرسه پزشکی تدریس کرد. هونان خان یکی از پزشکان حازق دربار قاجار بود.
حکیم داودخان در سال ۱۸۵۲ میلادی (۱۲۳۱ خورشیدی) ضمن فعالیت برای درمان یک بیماری همه گیر در ایران خود نیز بدان بیماری تیفوس مبتلا شد و درگذشت. وی در کلیسای تادئوس و بارتوقیمئوس مقدس، تهران به خاک سپرده شده است.